# Starmera pachycereana
Starmera pachycereana är en svampart som först beskrevs av Starmer, Phaff, M. Miranda & M.W. Mill., och fick sitt nu gällande namn av Kurtzman, Robnett & Basehoar-Powers 2008. Starmera pachycereana ingår i släktet Starmera och familjen Phaffomycetaceae.   Inga underarter finns listade i Catalogue of Life.